# Lijst van voetbalinterlands Botswana - Zambia
Deze lijst van voetbalinterlands is een overzicht van alle officiële voetbalwedstrijden tussen de nationale teams van Botswana en Zambia. De Afrikaanse landen hebben tot op heden 23 keer tegen elkaar gespeeld. De eerste ontmoeting was een vriendschappelijke wedstrijd op 18 februari 1982 in Lusaka. Het laatste duel, een groepswedstrijd tijdens de COSAFA Cup 2025, werd gespeeld in Bloemfontein (Zuid-Afrika) op 11 juni 2025.

## Wedstrijden
| №  | Plaats         | Datum             | Competitie                                        | Wedstrijd         | Uitslag |
| -- | -------------- | ----------------- | ------------------------------------------------- | ----------------- | ------- |
| 1  | Lusaka         | 18 februari 1982  | Vriendschappelijk                                 | Zambia − Botswana | 2 − 0   |
| 2  | Ndola          | 15 februari 1986  | Vriendschappelijk                                 | Zambia − Botswana | 6 − 0   |
| 3  | Lusaka         | 16 februari 1986  | Vriendschappelijk                                 | Zambia − Botswana | 3 − 0   |
| 4  | Lusaka         | 25 maart 2000     | COSAFA Cup 2000                                   | Zambia − Botswana | 3 − 0   |
| 5  | Gaborone       | 8 april 2000      | WK 2002 kwalificatie                              | Botswana − Zambia | 0 − 1   |
| 6  | Lusaka         | 22 april 2000     | WK 2002 kwalificatie                              | Zambia − Botswana | 1 − 0   |
| 7  | Gaborone       | 14 december 2002  | Vriendschappelijk                                 | Botswana − Zambia | 1 − 0   |
| 8  | Gaborone       | 30 september 2004 | Vriendschappelijk                                 | Botswana − Zambia | 1 − 0   |
| 9  | Gaborone       | 26 februari 2005  | Vriendschappelijk                                 | Botswana − Zambia | 0 − 0   |
| 10 | Gaborone       | 14 mei 2006       | Vriendschappelijk                                 | Botswana − Zambia | 0 − 0   |
| 11 | Lusaka         | 19 augustus 2006  | COSAFA Cup 2006                                   | Zambia − Botswana | 1 − 0   |
| 12 | Orapa          | 21 juli 2007      | Vriendschappelijk                                 | Botswana − Zambia | 0 − 0   |
| 13 | Molepolole     | 27 juli 2013      | African Championship of Nations 2014 kwalificatie | Botswana − Zambia | 1 − 1   |
| 14 | Ndola          | 3 augustus 2013   | African Championship of Nations 2014 kwalificatie | Zambia − Botswana | 2 − 0   |
| 15 | Phokeng        | 1 juli 2017       | COSAFA Cup 2017                                   | Botswana − Zambia | 1 − 2   |
| 16 | Durban         | 8 juni 2019       | COSAFA Cup 2019                                   | Botswana − Zambia | 0 − 1   |
| 17 | Francistown    | 26 juli 2019      | African Championship of Nations 2020 kwalificatie | Zambia − Botswana | 0 − 0   |
| 18 | Lusaka         | 3 augustus 2019   | African Championship of Nations 2020 kwalificatie | Zambia − Botswana | 3 − 2   |
| 19 | Lusaka         | 12 november 2020  | Afrika Cup 2021 kwalificatie                      | Zambia − Botswana | 2 − 1   |
| 20 | Francistown    | 16 november 2020  | Afrika Cup 2021 kwalificatie                      | Botswana − Zambia | 1 − 0   |
| 21 | Port Elizabeth | 13 juli 2021      | COSAFA Cup 2021                                   | Botswana − Zambia | 1 − 2   |
| 22 | Durban         | 12 juli 2022      | COSAFA Cup 2022                                   | Zambia − Botswana | 1 − 1   |
| 23 | Bloemfontein   | 11 juni 2025      | COSAFA Cup 2025                                   | Botswana − Zambia | 3 − 3   |

## Samenvatting
| Competitie                                   | Totaal gespeeld | Winst Botswana | Gelijk | Winst Zambia | Doelsaldo Botswana – Zambia |
| -------------------------------------------- | --------------- | -------------- | ------ | ------------ | --------------------------- |
| WK-kwalificatie                              | 2               | 0              | 0      | 2            | 0 − 2                       |
| Afrika Cup-kwalificatie                      | 2               | 1              | 0      | 1            | 2 − 2                       |
| African Championship of Nations-kwalificatie | 4               | 0              | 2      | 2            | 3 − 6                       |
| COSAFA Cup                                   | 7               | 0              | 2      | 5            | 6 − 13                      |
| Vriendschappelijk                            | 8               | 2              | 3      | 3            | 2 − 11                      |
| Totaal                                       | 23              | 3              | 7      | 13           | 13 − 34                     |

Wedstrijden bepaald door strafschoppen worden, in lijn met de FIFA, als een gelijkspel gerekend.

## Details

### Vierde ontmoeting
| COSAFA Cup 2000 (Lusaka, Zambia, 25 maart 2000):      |       |          |
| Zambia                                                | 3 – 0 | Botswana |
| Mark Sinyangwe 7' Harry Milanzi 32' Chaswe Nsofwa 89' | goals |          |

### Vijfde ontmoeting
| WK 2002 kwalificatie (Gaborone, Botswana, 8 april 2000): |       |                 |
| Botswana                                                 | 0 – 1 | Zambia          |
|                                                          | goals | 40' Dennis Lota |

### Zesde ontmoeting
| WK 2002 kwalificatie (Lusaka, Zambia, 22 april 2000): |       |          |
| Zambia                                                | 1 – 0 | Botswana |
| Harry Milanzi 83'                                     | goals |          |

### Zevende ontmoeting
| Vriendschappelijk (Gaborone, Botswana, 14 december 2002): |       |        |
| Botswana                                                  | 1 – 0 | Zambia |
| Diphetogo Selolwane 20'                                   | goals |        |

### Achtste ontmoeting
| Vriendschappelijk (Gaborone, Botswana, 30 september 2004): |       |        |
| Botswana                                                   | 1 – 0 | Zambia |
| Mogogi Gabonamong 13'                                      | goals |        |